# Szlachcińce (gmina)
Gmina Szlachcińce – dawna gmina wiejska funkcjonująca w latach 1941–1944 pod okupacją niemiecką w Polsce. Siedzibą gminy były Szlachcińce.
Gmina Szlachcińce została utworzona przez władze hitlerowskie z terenów okupowanych przez ZSRR w latach 1939–1941, stanowiących przed wojną gminę Łozowa w powiecie tarnopolskim w woj. tarnopolskim.
Gmina weszła w skład powiatu tarnopolskiego (Kreishauptmannschaft Tarnopol), należącego do dystryktu Galicja w Generalnym Gubernatorstwie. W skład gminy wchodziły miejscowości: Bajkowce, Kurniki, Szlachcinieckie, Łozowa, Rusianówka, Stechnikowce i Szlachcińce.
Po wojnie obszar gminy wszedł w struktury administracyjne ZSRR.